# Sebastian Pereira
Sebastian Rafael Dás Pereira (Nova Iguaçu, 17 de julio de 1976) es un deportista brasileño que compitió en judo.
Ganó una medalla en el Campeonato Mundial de Judo de 1999, y dos medallas en el Campeonato Panamericano de Judo en los años 1996 y 1997. En los Juegos Panamericanos de 1999 consiguió una medalla de bronce.

## Palmarés internacional
| Campeonato Mundial      | Campeonato Mundial       | Campeonato Mundial | Campeonato Mundial |
| Año                     | Lugar                    | Medalla            | Categoría          |
| ----------------------- | ------------------------ | ------------------ | ------------------ |
| 1999                    | Birmingham (Reino Unido) | Medalla de bronce  | –73 kg             |
| Juegos Panamericanos    |                          |                    |                    |
| Año                     | Lugar                    | Medalla            | Categoría          |
| 1999                    | Winnipeg (Canadá)        | Medalla de bronce  | –73 kg             |
| Campeonato Panamericano |                          |                    |                    |
| Año                     | Lugar                    | Medalla            | Categoría          |
| 1996                    | San Juan (Puerto Rico)   | Medalla de oro     | –71 kg             |
| 1997                    | Guadalajara (México)     | Medalla de plata   | –71 kg             |